# Lamellipecten
Lamellipecten is een monotypisch geslacht van tweekleppigen uit de  familie van de Pectinidae (mantelschelpen). 

## Soort
- Lamellipecten aduncus Dijkstra & Maestrati, 2010